# 二籽扁蒴藤
二籽扁蒴藤（学名：Pristimera arborea）为卫矛科扁蒴藤属的植物。分布于不丹、印度、缅甸以及中国大陆的云南、广西等地，生长于海拔300米至1,100米的地区，常生长在山坡及沟谷的灌丛中，目前尚未由人工引种栽培。